# La cima del cielo
"La cima del cielo" es una canción interpretada por el cantautor venezolano Ricardo Montaner . Fue escrito por Montaner y coescrito y producido por Pablo Manavello y lanzado a finales de 1989 como sencillo principal de su tercer álbum de estudio Un Toque de Misterio (1989). La canción se convirtió en el primer sencillo número uno del cantante en la lista Billboard Top Latin Songs en enero de 1990.
La canción fue regrabada por Montaner en 1999 con un nuevo arreglo musical, y fue incluida en el setlist de su álbum Ricardo Montaner con la London Metropolitan Orchestra que fue producido por Bebu Silvetti .  El cantante también grabó una versión portuguesa en 2004. 

## Antecedentes
Ricardo Montaner inició su carrera discográfica a finales de los años 1970, grabando de forma independiente un álbum titulado Mares (1978). En 1983, lanzó Cada Día, su primer álbum para el sello discográfico más grande de Venezuela, Rodven Records, y solo disfrutó de un éxito limitado en Venezuela . Las siguientes grabaciones, Ricardo Montaner (1986) y Ricardo Montaner, Vol. 2 (1988), tuvieron bastante éxito y lo consolidaron como un artista popular.
El primer álbum incluye un par de temas de apertura de telenovela, "Vamos a dejarlo" (que se utilizó en Esa Muchacha de Ojos Café ) y "Yo Que Te Amé" (para la telenovela Enamorada ), mientras que el último álbum fue su avance internacional., con sencillos como "Tan Enamorados", "A Donde Va el Amor" y "Sólo con un Beso", que se convirtieron en los diez primeros éxitos de Billboard Top Latin Songs .   También grabó "Tu Piano y Mi Guitarra" a dúo con Alejandro Lerner, y tuvo impacto en países como México, Colombia, Estados Unidos y América Latina.  Montaner continuó su carrera con Un Toque de Misterio lanzado en 1989, álbum que incluyó su primer éxito número uno en las listas latinas americanas, "La Cima del Cielo".  

## Rendimiento del gráfico
La canción debutó en la lista Billboard Top Latin Songs (anteriormente Hot Latin Tracks) en el puesto 29 el 25 de noviembre de 1989 y subió al top diez tres semanas después.  Alcanzó la primera posición de la lista el 27 de enero de 1990 durante dos semanas.  Reemplazó a " Cómo Fuí a Enamorarme de Tí " de la banda mexicana Los Bukis y lo sucedió Kaoma con " Lambada ".  La canción pasó 28 semanas dentro del Top 40 y se convirtió en el quinto sencillo entre los diez primeros del cantante en la lista y el primer éxito número uno. 